# Vacunación en Venezuela

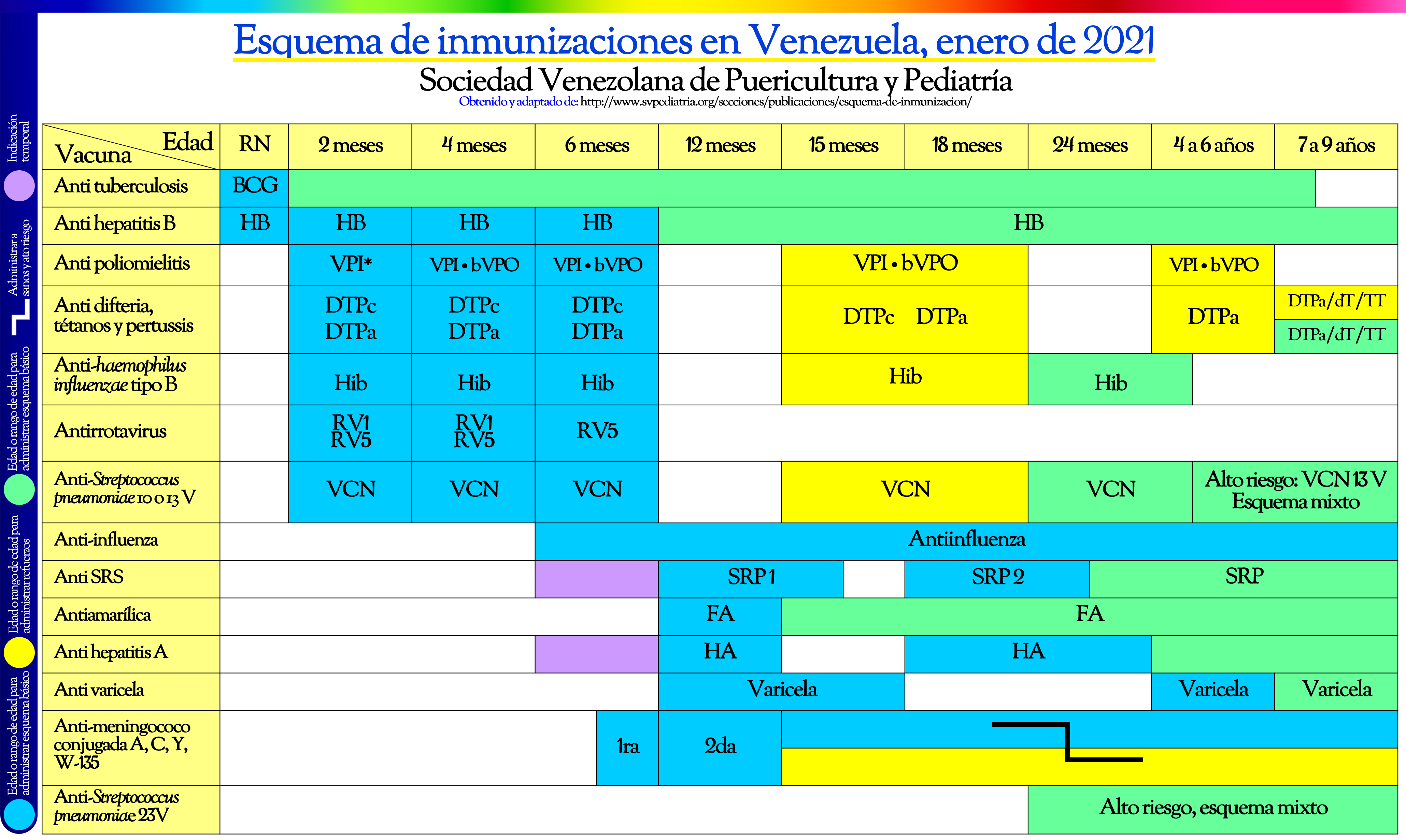
Esquema de inmunizaciones pediátricas sugerido por la Sociedad Venezolana de Puericultura y Pediatría para enero de 2021

La vacunación en Venezuela hace referencia a la historia y actualidad de la utilización de vacunas en ese país. Se remonta a comienzos del siglo XX.

## Esquema de inmunizaciones
Según el esquema de inmunizaciones en Venezuela para niños, niñas y adolescentes recomendadas por la Sociedad Venezolana de Puericultura y Pediatría, al cumplir 12 meses de vida se debe tener administradas la vacuna BCG contra la tuberculosis, 3 dosis de la vacuna contra la poliomielitis, 3 dosis de anti-difteria, tétanos y pertusis, 3 dosis de anti-Haemophilus influenzae tipo b, 3 dosis de la vacuna contra la hepatitis B, 3 dosis de anti Streptococcus pneumoniae, 2 dosis de anti Rotavirus y una dosis de la vacuna contra la influenza.
A partir de los 12 meses de edad inicia la vacunación con la vacuna anti sarampión-rubéola-parotidis, anti amarílica, anti varicela, anti hepatitis A y los refuerzos respectivos de anti Difteria-Tétanos-Pertusis, Polio y anti Haemophilus influenzae.
Los niños, niñas y adolescentes que no hayan sido vacunados a la edad recomendada, deberán recibir el esquema de inmunizaciones en cualquier momento, respetando las indicaciones y contraindicaciones específicas para cada vacuna.
Varios estados, inicialmente Vargas y Aragua, participaron en jornadas y talleres de actualización dirigidos por la Dirección General de Epidemiología y el apoyo técnico de la Organización Panamericana de la Salud para incorporar nuevas vacunas como DPTa, anti-influenza pediátrica, neumococo 23 y presentar los criterios de introducción de nuevas vacunas, (anti-neumococo y anti-VPH), del sistema de notificación, de la cadena de frío, y vigilancia epidemiológica de enfermedades inmunoprevenibles.
En Venezuela, se recomienda que la inmunización sea más efectiva en pacientes infectados por el VIH con niveles de linfocito T CD4+ mayores de 200/mm3, y aún más en aquellas personas que reciben tratamiento antirretroviral de alta eficacia. Las vacunas hechas con microorganismos vivos (BCG, polio oral, fiebre tifoidea, varicela y fiebre amarilla) están contraindicadas en Venezuela en pacientes con enfermedad por el VIH no controlada.
El esquema actual de inmunizaciones en Venezuela es producto de actualizaciones publicadas en el año 2008, en la que se omite la dosis anti poliomielitis para el recién nacido, recomendándose además la administración por vía parenteral de esa vacuna. Otras medidas publicadas como parte de la actualización de inmunizaciones es la dosis de anti-hepatitis B en las primeras 24 horas de vida de un neonato producto de una madre con serología para hepatitis B no documentada. Para hijos de madres con serología positiva para hepatitis B, se recomienda una dosis inicial en las primeras 12 horas de vida.
Para la vacuna anti-Haemophilus influenzae se recomienda el refuerzo entre los 12 y 18 meses de vida. Para niños no inmunizados, se cumple una sola dosis desde los 15 meses hasta los 5 años.
Para la vacuna triple bacteriana DPT, se cumple el refuerzo entre los 4 y 6 años de edad. Desde los 7 a 10 años se refuerza con la vacuna DT, mientras que para mayores de 10 años de edad con la vacuna dT o TT. El refuerzo ocurre subsiguientemente cada 10 años con la dT o TT. Se recomienda la vacuna TT para embarazadas en el segundo y tercer trimestre y una dosis anual por tres años después del parto.

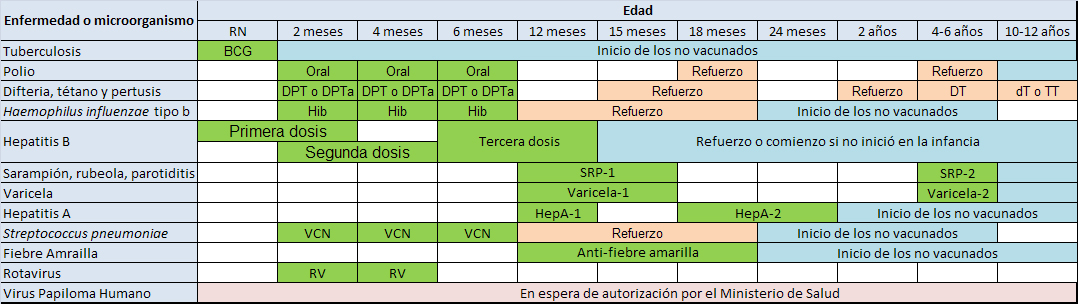
Esquema de inmunizaciones pediátricas sugerido por la Sociedad Venezolana de Puericultura y Pediatría.

## Esquema para adultos
En adultos entre 19 y 64 años de edad, las vacunas recomendadas son fundamentalmente: tétano – difteria, antineumocócica, anti-influenza, anti-varicela y anti-sarampión–rubéola. Dependiendo del riesgo, también se contempla la administración de la vacuna contra la hepatitis A y la hepatitis B, herpes zóster y VPH.